# Aslan Bjania
Aslan Georgievitch Bjania (abecásio: Аслан Гьаргь-иҧа Бжьаниа, georgiano: ასლან გიორგის-ძე ბჟანია, russo: Аслан Георгиевич Бжания; Tamishi, 6 de abril de 1963) é um político abecásio, que foi presidente da Abecásia de 23 de abril de 2020 a 19 de novembro de 2024.
Foi chefe do Serviço de Segurança Estatal e um dos líderes da oposição na Abecásia. Foi considerado favorito na eleição presidencial de 2019, contudo foi hospitalizado em abril, com a presença de alta dose de mercúrio e alumínio em seu sangue. Seus seguidores alegam que Bzhania fora envenenado.
Recuperado, concorreu na eleição presidencial de 2020, vencendo com 58,92%.
Em maio de 2023, o Sindicato dos Veteranos "Aiaaira" pediu a renúncia do presidente Bjhania. A oposição afirma que o governo de fato de Sukhumi não cumpriu as condições e, portanto, deveria renunciar e convocar eleições antecipadas. Mas Bzhaniya, cuja presidência expira apenas em abril de 2025, recusou-se a sair antes do previsto. E o líder do sindicato, Abkhazia Vianor Ashba, recorreu aproposta de  um referendo, que tem um prazo de dois meses para reunir pelo menos 10.000 assinaturas e posteriormente ser analisado pelo órgão competente. Propõe-se submeter a referendo a questão: “Você considera necessária a realização de eleições presidenciais antecipadas na República da Abkhazia?”.